# Robert Bauserman
Robert Bauserman este un psiholog american de la departamentul de Sănătate și medicina legala al universității Baltimore din Maryland . A publicat o serie de articole pe teme variate inclusiv cercetări în domeniul custodiei comune. Cel mai renumit articol în acest sens este articolul "Adaptarea Copiilor aflați în Custodie Comună față de cei aflați în Custodie Unică" în care autorul a concluzionat ca in multe din cazuri, custodia comuna după divorț este mult mai avantajoasă pentru minori decât custodia unică 